# Szilas (Románia)
Szilas (Ulmoasa), település Romániában, a Partiumban, Máramaros megyében.

## Fekvése
Nagybányától északkeletre fekvő település.

## Története
Szilas nevét 1888-ban említette először oklevél Ulmásza, telep néven.
1909 és 1919 között Ulmoasa, Szilas 1913-ban Szilas,  néven írták.
Miszmogyorós község faluja.